# Pleurostachys hoehneana
Pleurostachys hoehneana är en halvgräsart som beskrevs av Gross. Pleurostachys hoehneana ingår i släktet Pleurostachys och familjen halvgräs. Inga underarter finns listade i Catalogue of Life.